# Helmut Jahn

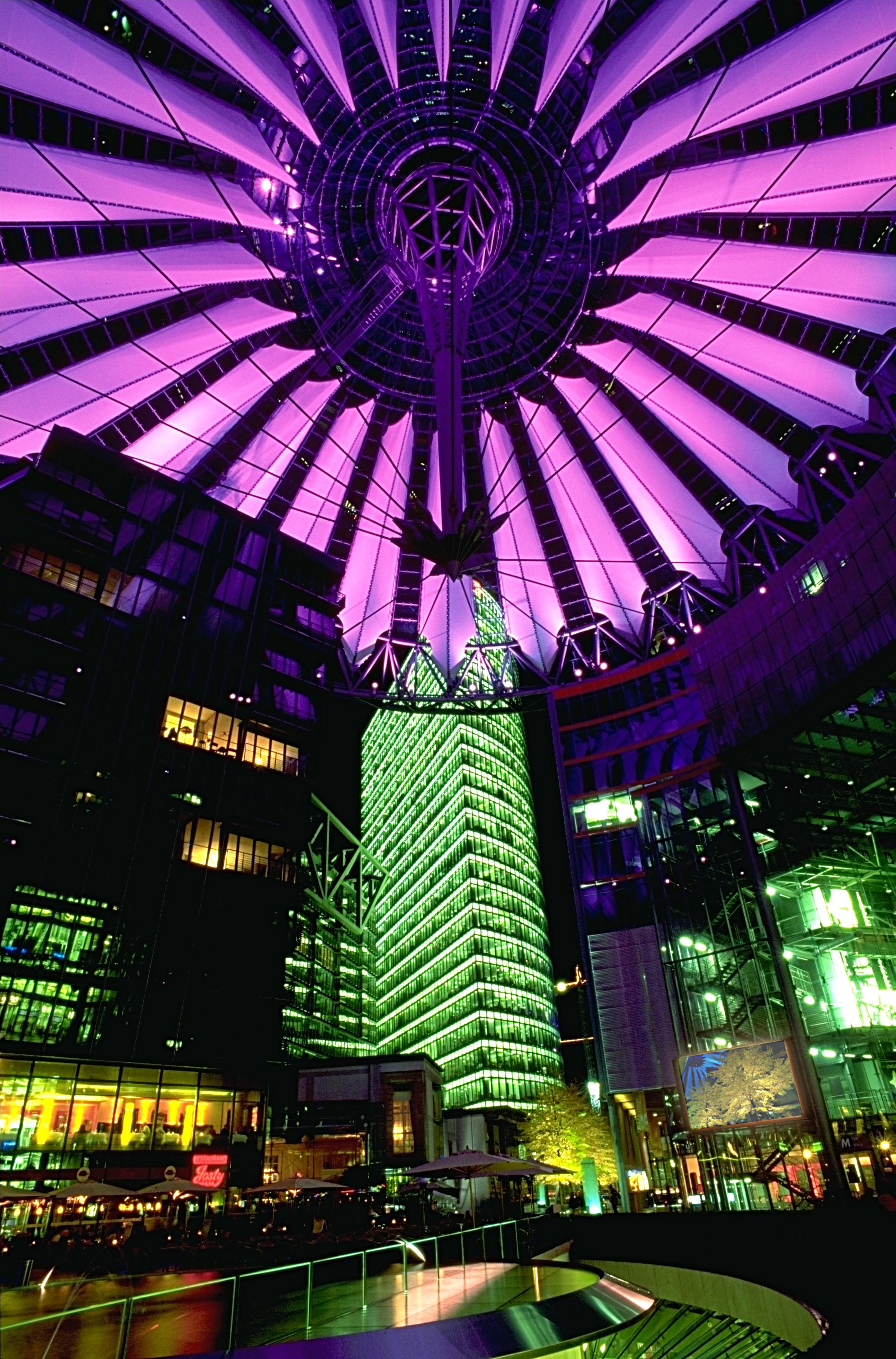
Koepel van het Sony Center

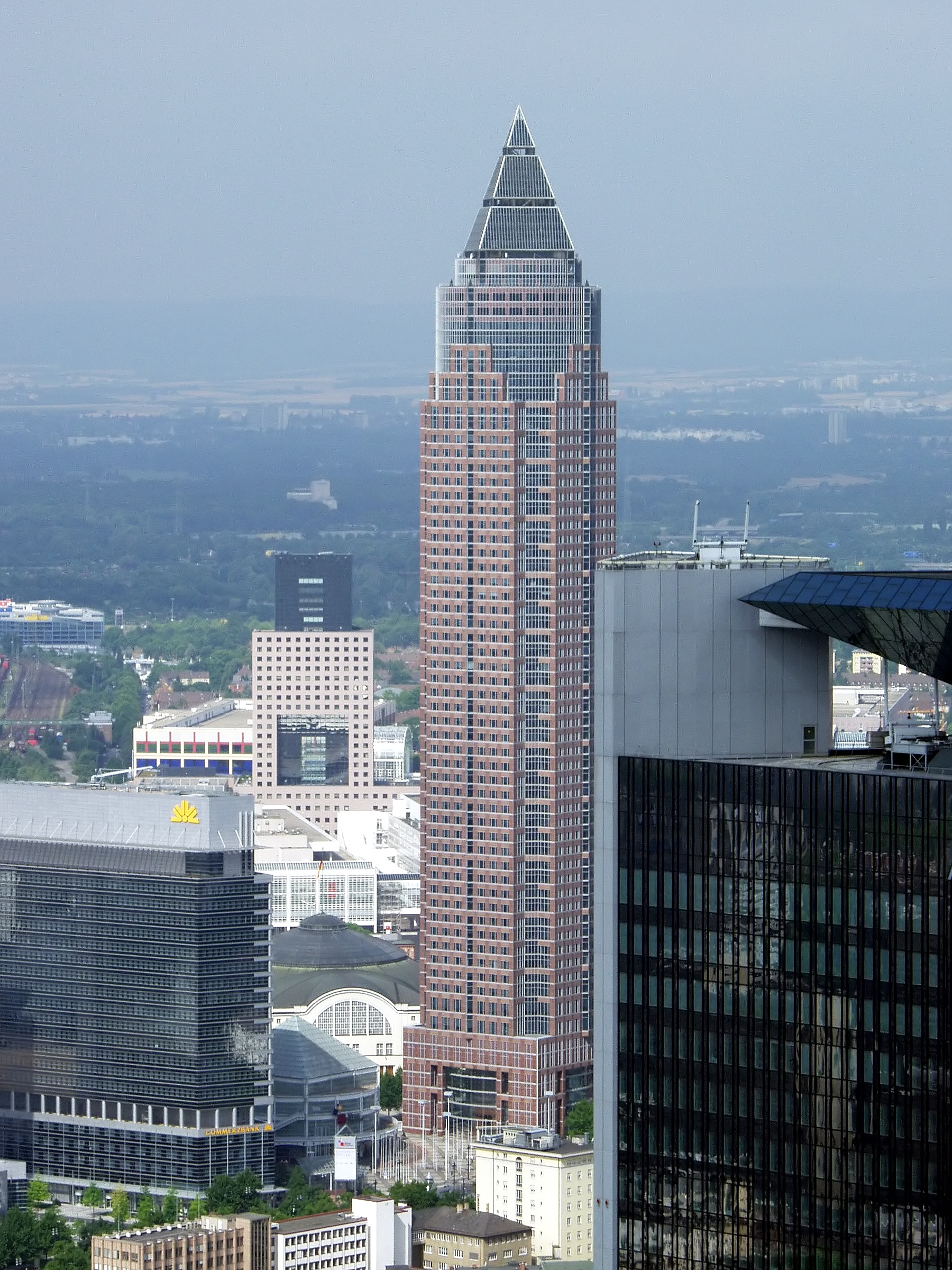
Messeturm

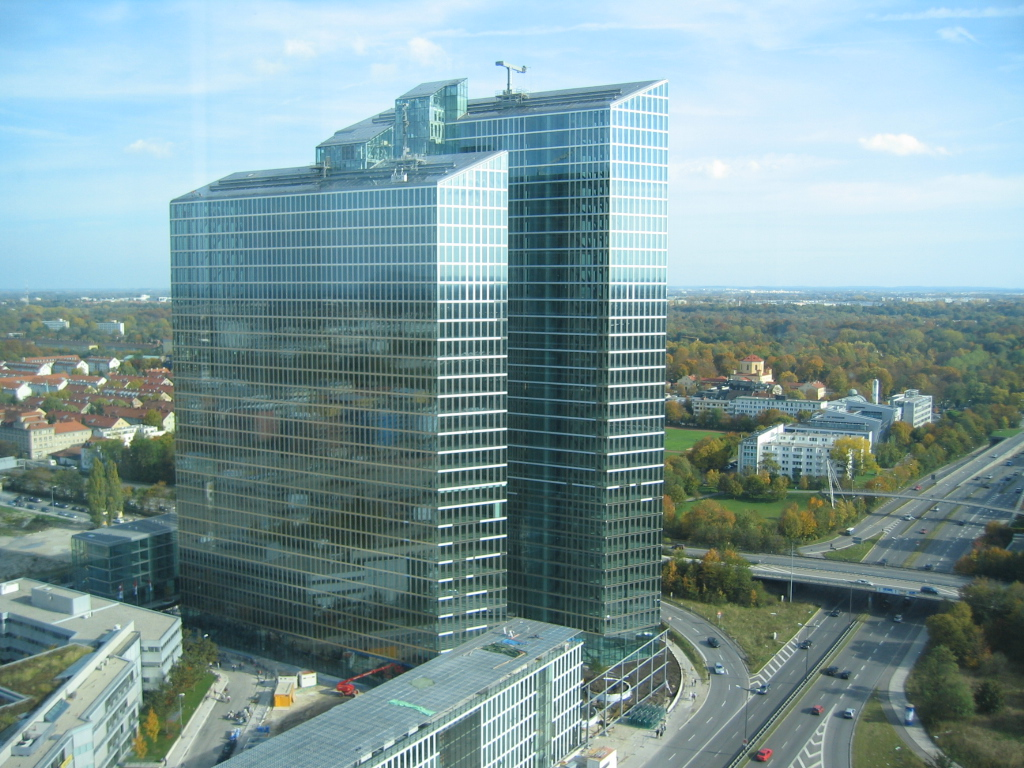
Highlight Towers in München

Helmut Jahn (Neurenberg, 4 januari 1940 - Campton Hills, 8 mei 2021) was een Amerikaans architect van Duitse afkomst.
Jahn sloot in 1965 zijn architectuurstudie aan de Technische Universiteit München met succes af. In 1966 ging hij naar Chicago, om aan het Illinois Institute of Technology een post-academische studie architectuur te doen. Daar leerde hij Ludwig Mies van der Rohe kennen, door wij hij sterk beïnvloed werd en die zo een stempel op het werk van Jahn zette. In 1967 trad hij in in het architectuurbureau C. F. Murphy Associates. In 1981 werd hieruit het bureau Murphy/Jahn.
Internationale erkenning verkreeg hij met spectaculaire gebouwen zoals de Messeturm in Frankfurt (1988–1991), het Sony Center met de BahnTower aan de Potsdamer Platz in Berlijn (1995–2000), de luchthaven Bangkok-Suvarnabhumi (2002–2005), alsmede de Weser-Tower in Bremen (2007–2009). In 1986 deed diende hij een ontwerp in voor de nieuwbouw van het Stadhuis van Den Haag, maar de opdracht werd gegund aan Richard Meier.
Hij overleed na een fietsongeluk op weg naar zijn huis in St. Charles (Illinois) in Campton Hils. Hij werd 81 jaar oud.

## Bouwwerken (selectie)
- 1979 tot 1983 - State of Illinois Center (Thompson Center) in Chicago
- 1985 tot 1987 - CitySpire Center in New York
- 1985 tot 1988 - United Airlines Terminal 1 in Chicago
- 1988 tot 1991 - Messeturm in Frankfurt am Main
- 1990 Two Liberty Place, Philadelphia, Pennsylvania[1]
- 1996 - kantoorgebouw Generale Bank, thans Five55 in Rotterdam
- 1999 - Luchthaven München-Center
- 1995 tot 2000 - Sony Center met BahnTower aan de Potsdamer Platz in Berlijn
- 1998 tot 2000 - Kranzler-Eck aan de Kurfürstendamm in Berlijn
- 2000 - Luchthaven Keulen-Bonn, Terminal 2
- 2000 tot 2002 - Post-Tower in Bonn, hoofdkantoor van de Deutsche Post AG
- 2000 tot 2002 - Bayer-hoofdkantoor in Leverkusen
- 2002 - Galeria Kaufhof in Chemnitz
- 2002 tot 2005 - Luchthaven Bangkok-Suvarnabhumi
- 2004 - Spoorwegstation van de luchthaven Keulen-Bonn
- 2007 tot 2008 - Hegau-Tower in Singen (Hohentwiel)
- 2007 tot 2009 - Weser Tower in Bremen